# Pritchardia kaalae
Pritchardia kaalae är en enhjärtbladig växtart som beskrevs av Joseph Rock. Pritchardia kaalae ingår i släktet Pritchardia och familjen Arecaceae. Inga underarter finns listade i Catalogue of Life.

## Bildgalleri

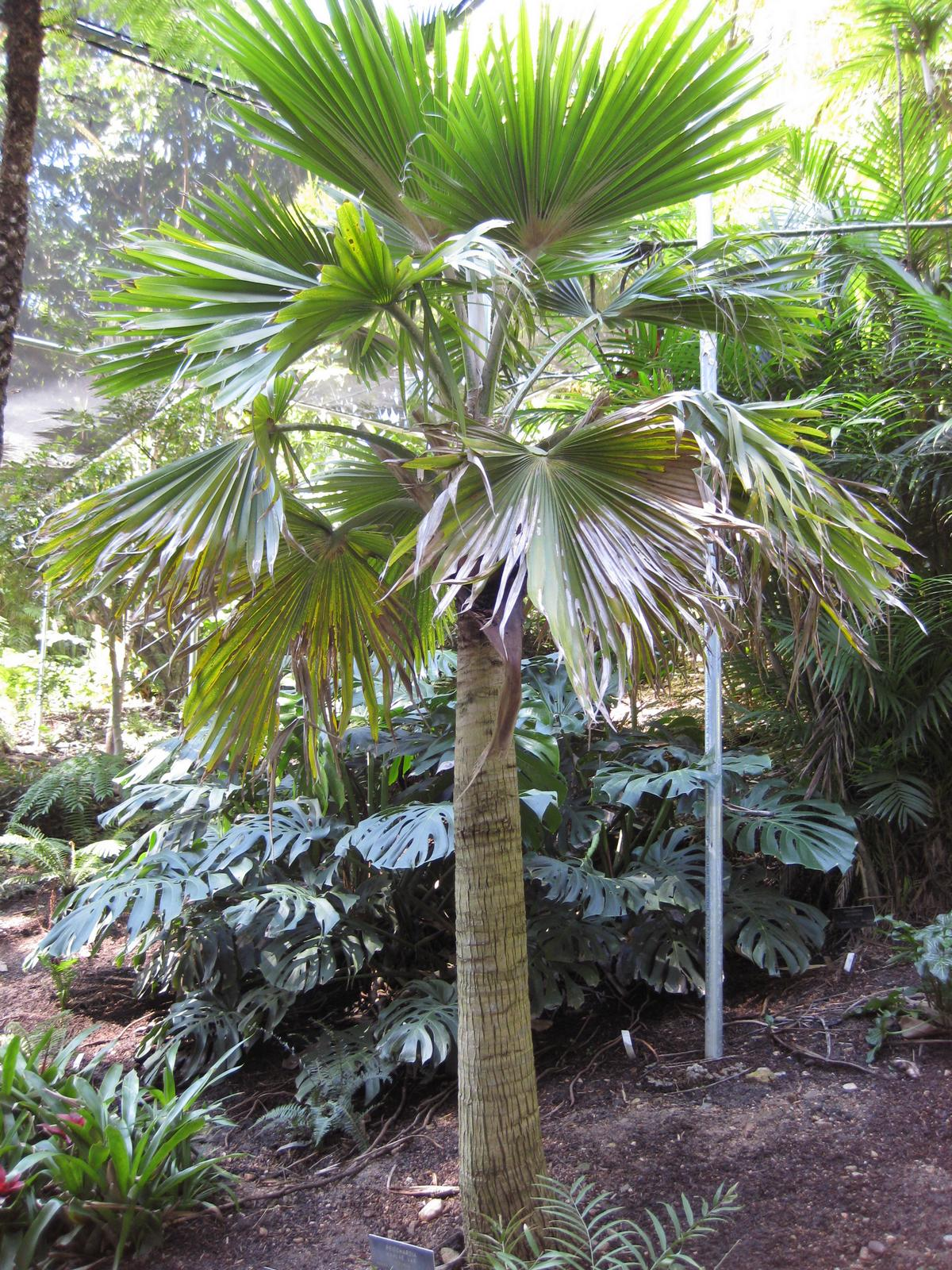
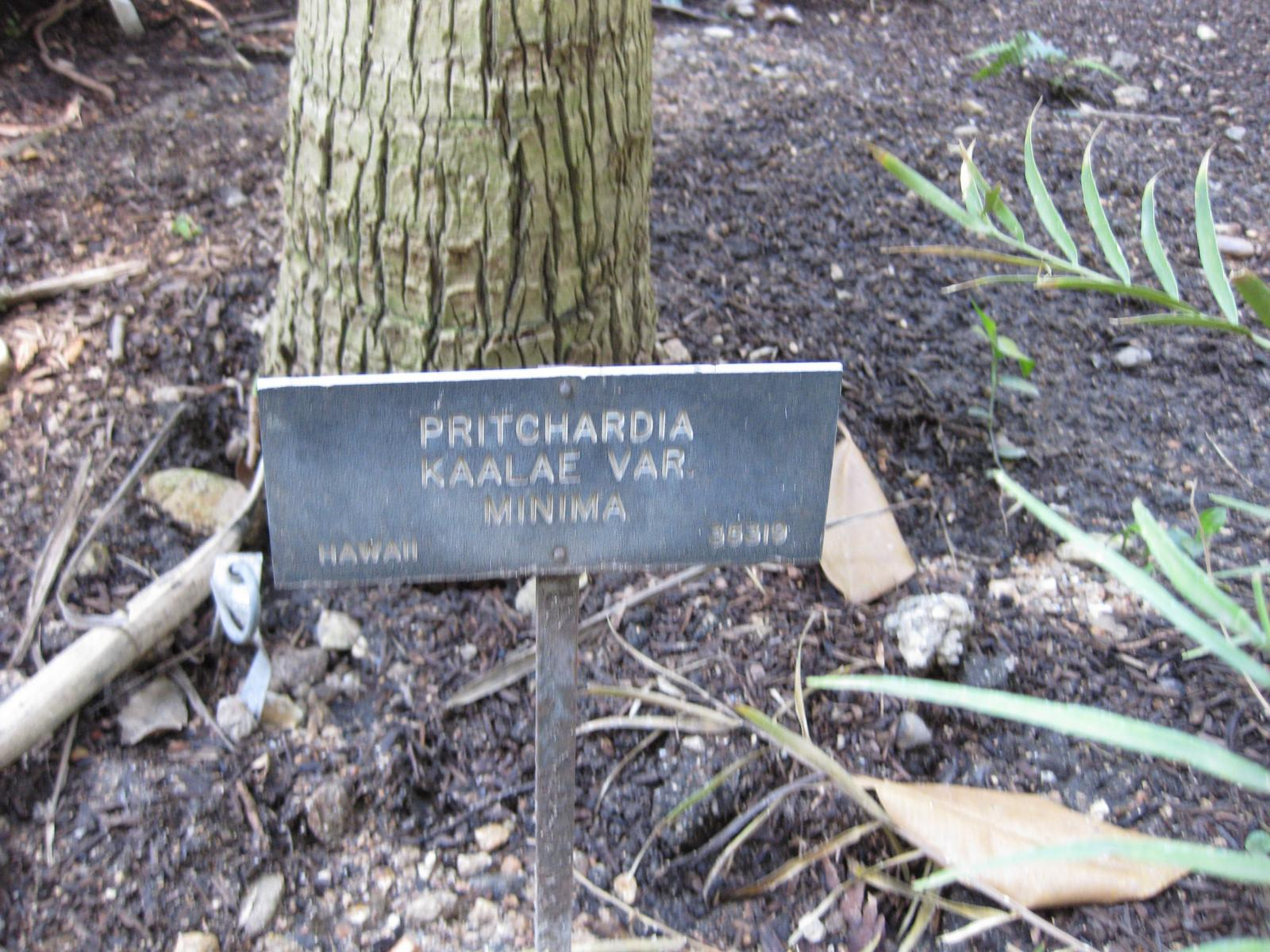
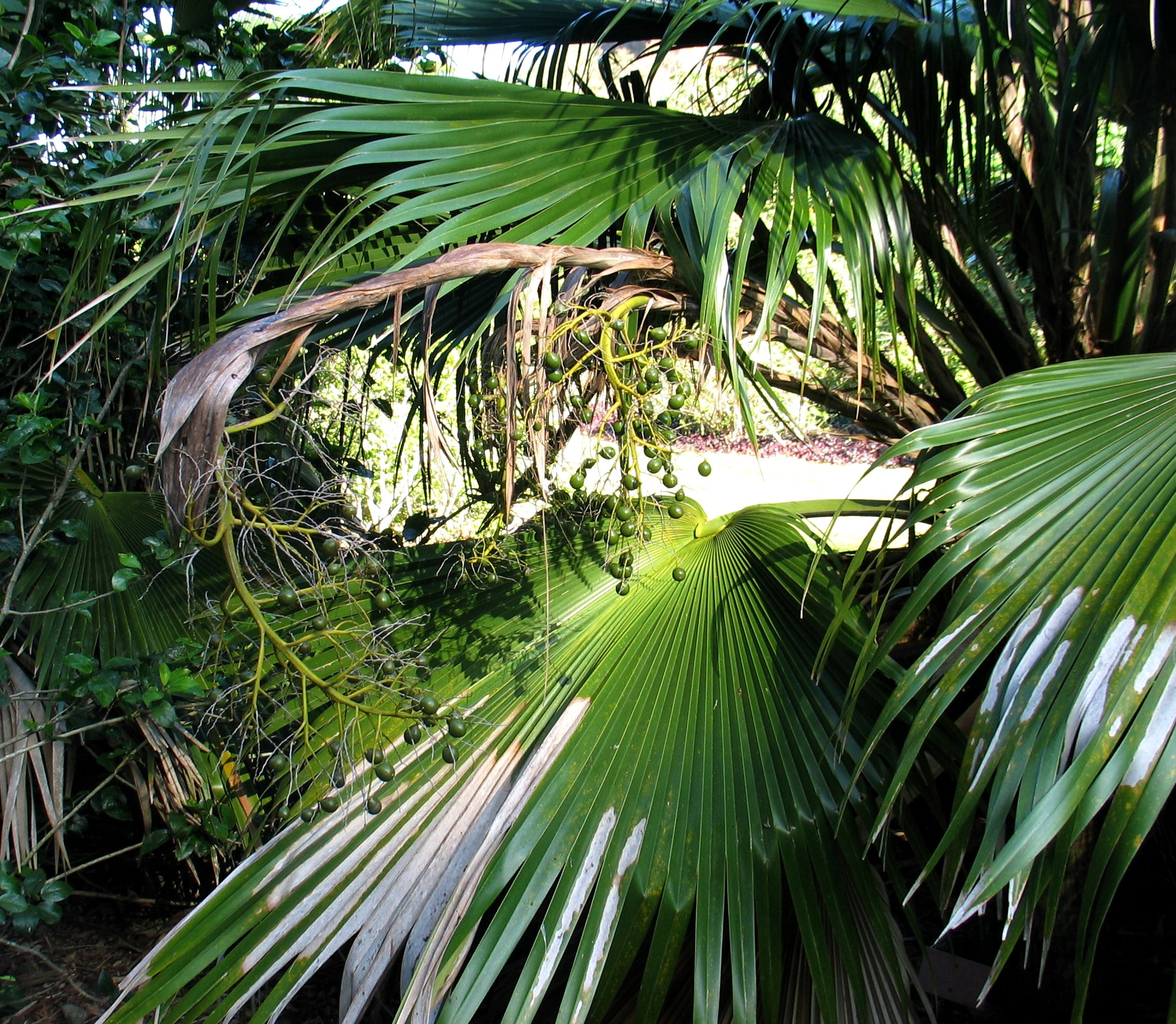
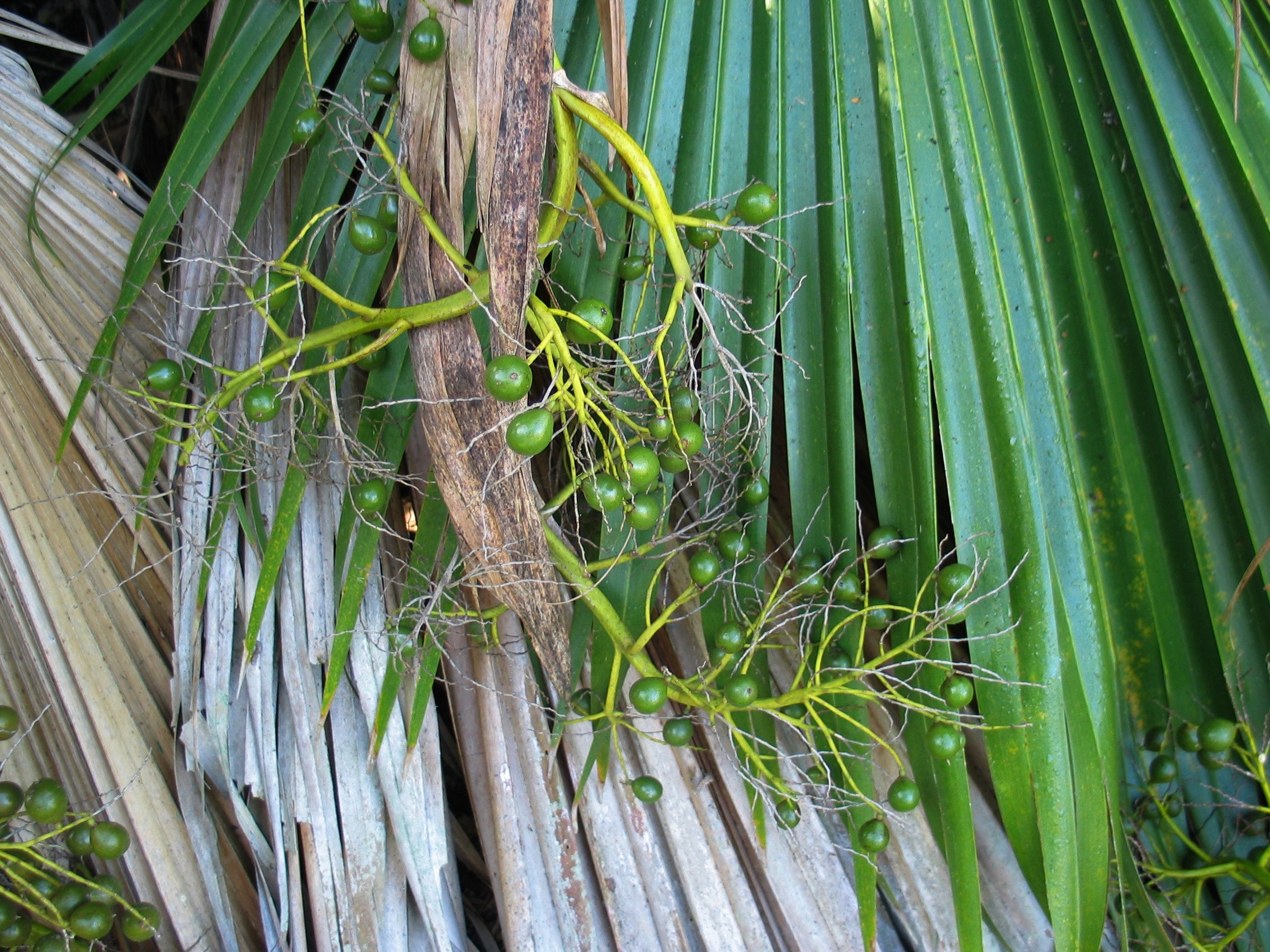
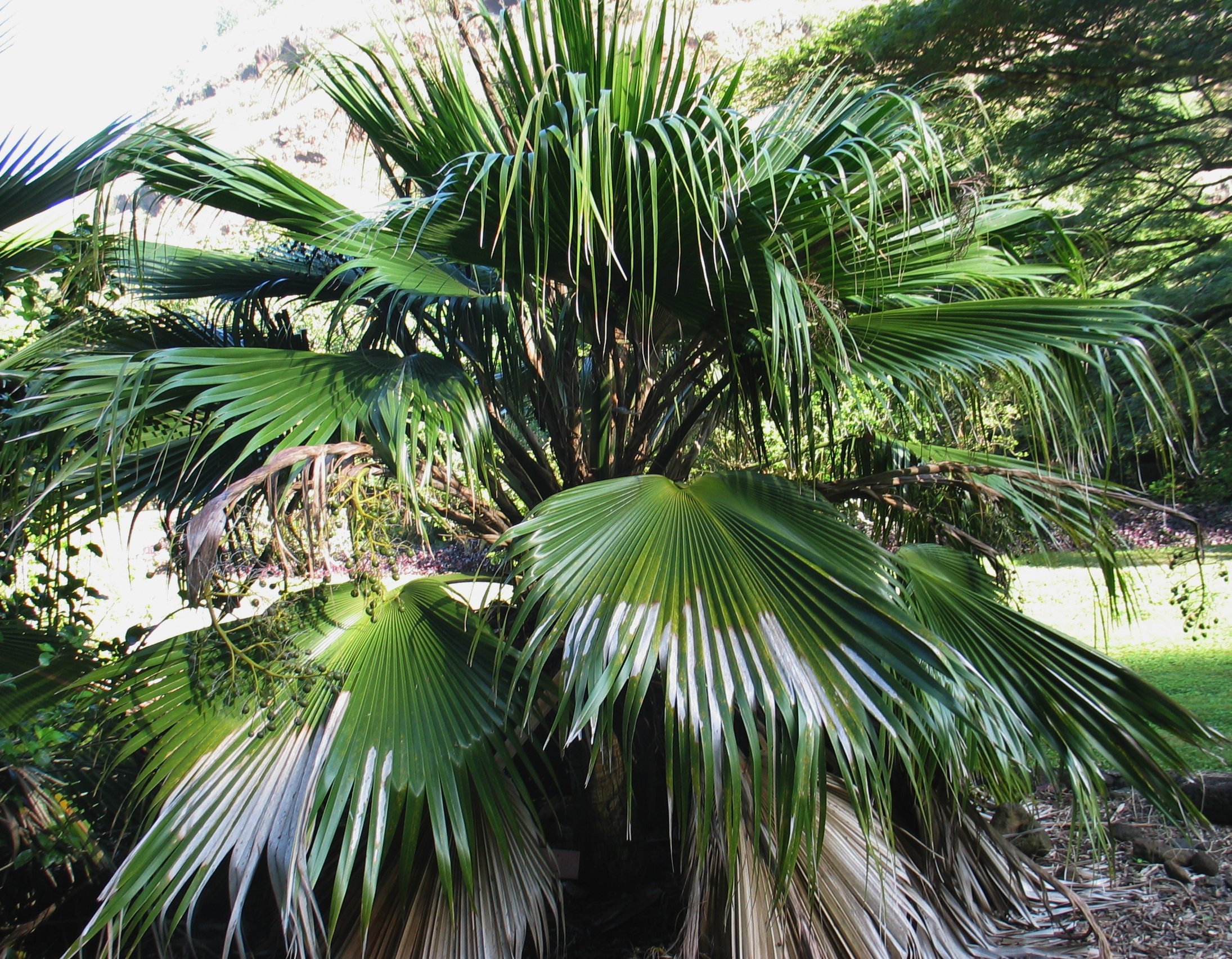